# Янко Станоев
Янко Стоянов Станоев е български писател, основен представител на т.нар. „инфантилна проза“ в българската литература от 70-те години на ХХ век.

## Биография
Роден е в село Долна Секирна, Пернишка област. Завършва техникум в Перник (1964) и славянска филология - чешки език в Софийския университет „Св. Кл. Охридски“. Редактор в сп. „Български воин“ (1965 – 68), в. „Народна младеж“ (1968 – 72), сп. „Дружба“ (1976 – 90), в редакцията за документални филми в БНТ; гл. редактор на в. „Славянски вестник“. Дребен търговец на книги през 90-те години на ХХ век.
Женен, съпруга Ана, дъщери Неда и Нада.
Автор е на около 20 книги с художествена проза.
Българският игрален филм „Левакът“ е създаден по мотиви от „Неандерталецо мой“.
Умира на 25 юни 2023 г.

## Филмография (сценарист)
- „Билет за отиване“ (1978)

## Награди
- Наградата на СБП за романа „Блудният син“ (1993)
- Наградата на в. „Труд“ „Златният ланец“ за разказ (1997)
- Националната литературна награда за белетристика „Георги Караславов“ (2012)[5][6]